# René Dünki
René Dünki (1 de junio de 1962) es un expiloto de motociclismo suizo, que compitió en el Campeonato del Mundo de Motociclismo entre 1985 y 1991.

## Biografía
Campeón de Suiza de la categoría 80cc en 1984, René Dünki comienza su carrera internacional en 1985 en la categoría de 80cc a bordo de una Krauser del equipo Stefan Dorflinger, aunque también lo intenta en 125cc aunque no se puede clasificar. Paralelamente también disputa el Campeonato de Europa de los 80cc y logra subir al podio en Holanda y Alemania y se clasifica así en la undécima posición del campeonato. 
En 1985, se integra en el equipo Lhke Racing en el que no consigue  puntuar en el Mundial aunque vuelve a subir en dos ocasiones al podio en el campeonato continental, acabando en la octava posición del campeonato. Al año siguiente, volvería a repetir la octava posición en la general del Europeo mientras que continua su aprendizaje en el mundial con el equipo RR Racing. En 1988, escribiría su mejor mejor temporada en el Mundial sumando 22 puntos y acabando en la decimosexta posición de la general de 80cc. Sería su última temporada en el Campeonato de Europa en 80cc con un podio en Holanda. En 1989, realizaría su última temporada completa. Los siguientes dos años realizaría apariciones puntuales pero sin resultados destacados. Una vez retirado en 1991, todavía se le puede ver en algunas carreras internacionales con una Triumph en categoría Supersport y Superstock.

#### Resultados al Mundial de motociclismo
```
1969 a 1987:
```

| Posición | 1  | 2  | 3  | 4 | 5 | 6 | 7 | 8 | 9 | 10 |
| Pts.     | 15 | 12 | 10 | 8 | 6 | 5 | 4 | 3 | 2 | 1  |

Sistema de puntuación de 1988 a 1992:
| Posición | 1  | 2  | 3  | 4  | 5  | 6  | 7 | 8 | 9 | 10 | 11 | 12 | 13 | 14 | 15 |
| Pts.     | 20 | 17 | 15 | 13 | 11 | 10 | 9 | 8 | 7 | 6  | 5  | 4  | 3  | 2  | 1  |

| Año  | Cat.   | Moto        | 1     | 2       | 3       | 4       | 5       | 6       | 7       | 8       | 9       | 10     | 11      | 12      | 13    | 14     | Pts. | Pos. |
| ---- | ------ | ----------- | ----- | ------- | ------- | ------- | ------- | ------- | ------- | ------- | ------- | ------ | ------- | ------- | ----- | ------ | ---- | ---- |
| 1985 | 80cc   | Krauser     |       | ESP Ret | ALE Ret | NAC -   |         | YUG 27  | NED Ret |         | FRA 14  |        |         | RSM Ret |       |        | 0    | -    |
| 1985 | 125 cc | MBA         |       | ESP Ret | ALE DNQ | NAC -   | AUT -   | YUG -   | NED -   | BEL DNQ | FRA DNQ | GBR -  | SUE -   | RSM -   |       |        | 0    | -    |
| 1986 | 80cc   | Krauser     | ESP - | NAC Ret | ALE Ret | AUT Ret | YUG 20  | NED Ret |         |         | GBR Ret |        | RSM Ret | BWU 13  |       |        | 0    | -    |
| 1987 | 80cc   | Krauser     |       | ESP Ret | ALE 17  | NAC 22  | AUT DNS | YUG -   | NED 14  |         | GBR 12  |        | CHE Ret | RSM DNS | POR - |        | 0    | -    |
| 1988 | 80cc   | Krauser     |       |         | ESP Ret | EXP 11  | NAC 10  | ALE 12  |         | NED 15  |         | YUG 24 |         |         |       | CHE 10 | 22   | 16.º |
| 1989 | 80cc   | LCR Krauser |       |         |         | ESP 13  | NAC Ret | ALE Ret |         | YUG -   | NED 16  |        |         |         |       | CHE 18 | 3    | 30.º |
| 1989 | 125cc  | LCR         | JAP - | AUS -   |         | ESP DNQ | NAC -   | ALE -   | AUT -   |         | NED -   | BEL -  | FRA DNQ | GBR -   | SUE - | CHE -  | 0    | -    |
| 1991 | 125cc  | Honda       | JPN - | AUS 29  | SPA DNQ | ITA DNQ | GER 26  | AUT DNQ | EUR DNQ | NED DNQ | FRA -   | GBR -  | RSM 30  | CZE 26  | MAL - |        | 0    | -    |

| Color     | Resultado                                                               |
| --------- | ----------------------------------------------------------------------- |
| Oro       | Ganador                                                                 |
| Plata     | 2.ª plaza                                                               |
| Bronce    | 3.ª plaza                                                               |
| Verde     | Finalizó en los puntos                                                  |
| Azul      | Finalizó sin puntos                                                     |
| Azul      | NC - No clasificado                                                     |
| Violeta   | Ret - No terminó (Carrera)                                              |
| Rojo      | DNQ - No se clasificó                                                   |
| Negro     | DSQ - Descalificado                                                     |
| Blanco    | DNS - No empezó (carrera)                                               |
| Blanco    | WD - Retirado (fin de semana)                                           |
| Blanco    | C - Carrera cancelada                                                   |
| Sin color | DNP - Inscrito pero no participó                                        |
| Sin color | INJ - Lesionado                                                         |
| Sin color | EX - Excluido                                                           |
| Estado    | Resultado                                                               |
| Negrita   | Pole position                                                           |
| Cursiva   | Vuelta rápida                                                           |
| †         | Abandona, pero clasifica al completar el porcentaje requerido para ello |